# Benissa
Benissa è un comune spagnolo situato nella comunità autonoma Valenciana.